# نيكولاي فاسيلي
نيكولاي فاسيلي (بالرومانية: Nicolae Vasile)‏ (29 ديسمبر 1995 ببوخارست في رومانيا - ) هو لاعب كرة قدم روماني في مركز الدفاع. شارك مع منتخب رومانيا تحت 21 سنة لكرة القدم. أما مع النوادي، فقد لعب مع رابيد بوخارست.

## وصلات خارجية
- نيكولاي فاسيلي على موقع قاعدة بيانات كرة القدم.إي يو (الإنجليزية)
- نيكولاي فاسيلي على موقع Soccerway.com (الإنجليزية)